# Diana Belmont
Diana Belmont fue una actriz de reparto de cine y teatro argentina.

## Carrera
Belmont fue una joven actriz secundaria que se destacó en varios films durante la época de oro del cine argentino, junto a célebres estrellas de la escena nacional como Luis Sandrini, Elina Colomer, Blanquita Amaro, Enrique Serrano, Malvina Pastorino, Analía Gadé, [[Héctor Quintanilla] (actor)|Héctor Quintanilla]] y Domingo Sapelli.
Uno de sus papeles más recordados es la de una de las hijas de Olinda Bozán en el film Hoy cumple años mamá de 1948 junto con Inda Ledesma, Vivian Ray, Diana Varell y Fernando Roca.
Ya a comienzo de los 50's su elegante y bella imagen se fue disipando del ambiente artístico.

## Filmografía
- 1942: Claro de luna
- 1948: La locura de don Juan
- 1948: Rodríguez supernumerario
- 1948: Hoy cumple años mamá
- 1950: Don Fulgencio (El hombre que no tuvo infancia)
- 1950: El seductor
- 1950: La culpa la tuvo el otro.[3]

## Teatro
- Malena luce sus pistolas (1947), junto a Alberto Castillo, Tita Merello, Pedro Quartucci, Blanquita Amaro y Rodolfo Díaz Soler. Un saínete lírico de la revista de Carlos A. Petit, estrenada en el Teatro Casino.
- Wunder Bar (Dos noches en un baile) (1947) con Leda Zanda, Enrique del Cerro, Alma Frederick, Margarita Mendez, Diana Valdez, Angel Mundoy, Femando Campos y Carlos Aldao.[4]